# Hermann Schubotz

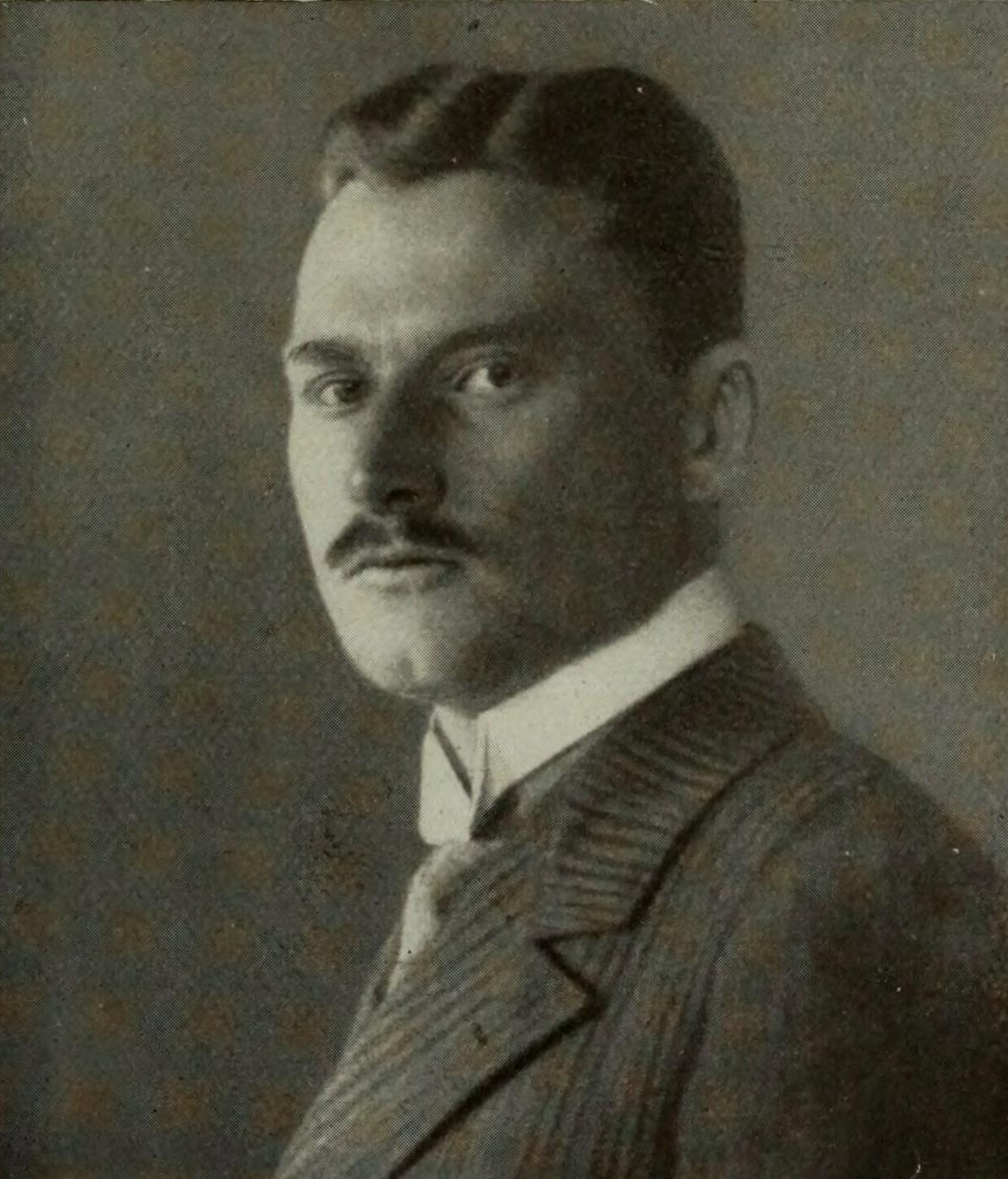
Hermann Schubotz

Johann Gustav Hermann Schubotz (* 25. Mai 1881 in Potsdam; † 7. November 1955 in Lugano, Schweiz) war ein deutscher Zoologe und Forschungsreisender und Direktor der Reichs-Rundfunk-Gesellschaft.

## Leben
Über Schubotz’ Jugend und Studium ist nichts bekannt. Von 1905 bis 1907 war er als Assistent am zoologischen Institut der Humboldt-Universität zu Berlin angestellt. 1907/08 und 1910/11 war er Teilnehmer der von Adolf Friedrich zu Mecklenburg organisierten Expeditionen durch Zentralafrika. Anschließend war er als Mitherausgeber der wissenschaftlichen Ergebnisse der Expedition von 1907/08 tätig.
Schubotz war in der Folge als Referent des Preußischen Ministeriums für Wissenschaft, Kunst und Volksbildung sowie als Referent für Presse und Kulturpolitik der Deutschen Gesandtschaft in Stockholm aktiv.
Später war Schubotz dann in Berlin Geschäftsführender Direktor der Reichs-Rundfunk-Gesellschaft, Berlin, sowie Professor und Direktor der Zoologischen Fakultät der Humboldt-Universität.

## Benennung
Die Skorpion-Art Uroplectes schubotzi aus der Familie der Buthidae ist nach Schubotz benannt. Diese Art ist im Gebiet der Republik Kongo endemisch.

## Werke
Als Herausgeber:
- Wissenschaftliche Ergebnisse der deutschen Zentralafrika-Expedition 1907/08 unter Führung Adolf Friedrichs, Herzogs zu Mecklenburg. Bd. III und IV (Zoologie). Leipzig. 1911.

Als Mitarbeiter:
- Vom Kongo zum Niger und Nil. Autor: Herzog Adolf Friedrich.